# Enríquez de Valderrábano
Enríquez de Valderrábano (vers 1500 - après 1557) est un vihueliste et compositeur espagnol.

## Biographie
Il existe peu de données biographiques sur ce compositeur de musique ancienne, mais son Livre de musique pour vihuela, intitulé Silva de Sirenas, publié à Valladolid, en Espagne, en 1547, indique qu'il est citoyen de Peñaranda de Duero, et le livre est dédié à Francisco de Zúñiga, quatrième comte de Miranda. Cette dédicace est probablement à l'origine de l'affirmation non confirmée de Juan Bermudo dans sa Déclaration d'instruments musicales de 1555, selon laquelle Valderrábano était employé par le comte.

## Œuvres
Son Libro de música (1547) contient des pièces pour la vihuela et des chants accompagnés, dont beaucoup sont basés sur des airs et des danses populaires ; des arrangements de pièces de compositeurs comme Josquin Desprez, Adrien Willaert et Cristóbal de Morales, pour une ou deux vihuelas ; 33 fantaisies etc.